# Biskopmåla en deel van Hemmingsmåla
Biskopmåla en deel van Hemmingsmåla (Zweeds: Biskopsmåla och del av Hemmingsmåla) is een småort in de gemeente Olofström in het landschap Blekinge en de provincie Blekinge län in Zweden. De plaats heeft 96 inwoners (2005) en een oppervlakte van 25 hectare. Het småort bestaat eigenlijk uit twee plaatsen: Biskopsmåla en een deel van de plaats Hemmingsmåla.
Olofström · Jämshög · Kyrkhult · Vilshult · Gränum · Biskopmåla en deel van Hemmingsmåla · Hemsjö